# Radball-Weltcup 2011
Der Radball-Weltcup 2011 war die 10. Austragung des von der UCI veranstalteten Radball-Weltcups. Die Turnier-Serie begann am 9. April 2011 und endete am 3. Dezember 2011 anlässlich des Weltcup-Finales in Mücheln. Insgesamt haben 34 Teams teilgenommen, jedoch spielten nur 16 davon an mindestens 3 Turnieren und hatten somit die Möglichkeit den Final zu erreichen.
Weltcup-Gewinner war der SV Eberstadt aus Deutschland.

## Turnier-Übersicht
| Datum              | Austragungsort | Gewinner      | Zweiter       | Dritter       |
| ------------------ | -------------- | ------------- | ------------- | ------------- |
| 9. April 2011      | Ehrenberg      | RC Höchst 2   | SV Ehrenberg  | SV Eberstadt  |
| 14. Mai 2011       | Denkendorf     | RC Höchst 1   | SV Ehrenberg  | RV Gärtringen |
| 24. Juli 2011      | Tokio          | SNA Gent 1    | VC Dorlisheim | RSV Osaka     |
| 20. August 2011    | Großkoschen    | RV Winterthur | RV Gärtringen | RC Höchst 2   |
| 3. September 2011  | Svitávka       | RC Höchst 2   | RV Winterthur | RC Höchst 1   |
| 24. September 2011 | Oftringen      | RC Höchst 1   | VMC Oftringen | RV Gärtringen |
| 8. Oktober 2011    | St. Gallen     | RC Höchst 1   | RS Altdorf    | RV Winterthur |
| 19. November 2011  | Gent           | RS Altdorf    | RC Höchst 2   | SV Eberstadt  |

## Punktestand
Für jedes Weltcupturnier werden Weltcuppunkte vergeben. Nach allen acht Turnieren werden die Punkte für jedes Team addiert und die acht Teams mit den meisten Punkten gelangen in den Final. Ebenfalls im Final spielt ein Team aus Asien und das Heimteam (Wildcard) des Veranstalters.
| Rang   | 1  | 2  | 3  | 4  | 5  | 6  | 7  | 8  | 9  | 10 |
| Punkte | 50 | 45 | 40 | 35 | 30 | 25 | 20 | 18 | 16 | 14 |

Der Punktestand entscheidet nur darüber, welche Teams in den Final gelangen. Im Finale hatten jedoch alle Teams wieder die genau gleichen Chancen zu Gewinnen.
Die mit  gelb  hinterlegten Teams sind qualifiziert für den Final. Rechts sind die Ränge bei den einzelnen Turnieren dargestellt.
| Rang | Team              | Spieler                | Spieler             | Punkte | Starts | Ehrenberg      | Denkendorf     | Tokyo          | Großkoschen    | Svitavka       | Oftringen      | St. Gallen     | Gent           |
| ---- | ----------------- | ---------------------- | ------------------- | ------ | ------ | -------------- | -------------- | -------------- | -------------- | -------------- | -------------- | -------------- | -------------- |
| 01   | RC Höchst 1       | Simon König            | Florian Fischer     | 190    | 4      | –              | Goldmedaille   | –              | –              | Bronzemedaille | Goldmedaille   | Goldmedaille   | –              |
| 02   | RC Höchst 2       | Patrick Schnetzer      | Dietmar Schneider   | 185    | 4      | Goldmedaille   | –              | –              | Bronzemedaille | Goldmedaille   | –              | –              | Silbermedaille |
| 03   | RV Winterthur     | Marcel Waldispühl      | Peter Jiricek       | 165    | 4      | 5              | –              | –              | Goldmedaille   | Silbermedaille | –              | Bronzemedaille | –              |
| 04   | RS Altdorf        | Roman Schneider        | Dominik Planzer     | 160    | 4      | –              | 5              | –              | –              | –              | 4              | Silbermedaille | Goldmedaille   |
| 05   | RV Gärtringen     | Uwe Berner             | Matthias König      | 160    | 4      | –              | Bronzemedaille | –              | Silbermedaille | –              | Bronzemedaille | 4              | –              |
| 06   | SV Ehrenberg 1    | Rico Rademann          | Mike Pfaffenberger  | 155    | 4      | Silbermedaille | Silbermedaille | –              | –              | 4              | –              | –              | 5              |
| 07   | SV Eberstadt      | Jens Krichbaum         | Holger Krichbaum    | 140    | 4      | Bronzemedaille | –              | –              | 5              | –              | 5              | –              | Bronzemedaille |
| 08   | SNA Gent 1        | Christoph Baudu        | Rik Deuvaert        | 135    | 4      | –              | 7              | Goldmedaille   | –              | –              | –              | 5              | 4              |
| 09   | SC Svitavka       | Jiří Hrdlička          | Radim Hason         | 115    | 4      | –              | 4              | –              | 6              | 5              | –              | 6              | –              |
| 10   | VMC Oftringen     | Rafael Stadelmann      | Andreas Zaugg       | 105    | 3      | 4              | –              | –              | –              | 6              | Silbermedaille | –              | –              |
| 11   | VC Dorlisheim     | Benjamin Meyer         | François Rieb       | 97     | 4      | 8              | –              | Silbermedaille | –              | 9              | –              | 8              | –              |
| 12   | RV Dornbirn       | Martin Lingg           | Jürgen Türtscher    | 88     | 4      | –              | 8              | –              | 7              | –              | 6              | –              | 6              |
| 13   | MO Svitavka 1     | Pavel Loskot           | Radim Lepka         | 74     | 4      | 7              | –              | –              | –              | 8              | –              | 7              | 9              |
| 14   | VD Pilzen         | Ondrej Kydlicek        | Hynek Sterba        | 72     | 4      | 9              | –              | –              | 8              | –              | 7              | –              | 8              |
| 15   | HZG Beringen      | Brecht Damen           | Niels Dirikx        | 62     | 4      | 10             | –              | –              | 10             | –              | 10             | –              | 7              |
| 16   | VC Cronenbourg    | Frédéric Doell         | Stéphane Bauer      | 48     | 3      | –              | 10             | –              | –              | –              | 8              | 9              | –              |
| 17   | RSV Osaka         | Yusuke Murakami        | Shoji Goda          | 40     | 1      | –              | –              | Bronzemedaille | –              | –              | –              | –              | –              |
| 18   | Team Fuji Tokyo   | Katsumi Tuzuki         | Shigefumi Mori      | 35     | 1      | –              | –              | 4              | –              | –              | –              | –              | –              |
| 19   | RSV Großkoschen 1 | Daniel Lehmann         | Tobias Kolba        | 35     | 1      | –              | –              | –              | 4              | –              | –              | –              | –              |
| 20   | Team Kuramae      | Yosuke Fujita          | Munehiro Tokikura   | 30     | 1      | –              | –              | 5              | –              | –              | –              | –              | –              |
| 21   | SV Ehrenberg 2    | Felix Dollmanski       | Mike Schroeter      | 25     | 1      | 6              | –              | –              | –              | –              | –              | –              | –              |
| 22   | RKV Denkendorf    | Andreas Luik           | Sascha Henn         | 25     | 1      | –              | 6              | –              | –              | –              | –              | –              | –              |
| 23   | CCK Sandys Kaseda | Toshimitsu Teshima     | Hitoshi Genozono    | 25     | 1      | –              | –              | 6              | –              | –              | –              | –              | –              |
| 24   | VfH Tokyo 2       | Satoshi Tanaka         | Ken Hirano          | 20     | 1      | –              | –              | 7              | –              | –              | –              | –              | –              |
| 25   | MO Svitavka 2     | Pavel Vitual           | Milan Novak         | 20     | 1      | –              | –              | –              | –              | 7              | –              | –              | –              |
| 26   | VfH Tokyo 1       | Nagoya Kinoshita       | Kazutoshi Ono       | 18     | 1      | –              | –              | 8              | –              | –              | –              | –              | –              |
| 27   | CSO Bukuresti     | Dorian Doroftei        | Mircea Tric         | 16     | 1      | –              | 9              | –              | –              | –              | –              | –              | –              |
| 28   | SCAA Hong Kong    | Wing Tai Ho            | Chun Hin Kwan       | 16     | 1      | –              | –              | 9              | –              | –              | –              | –              | –              |
| 29   | RSV Großkoschen 2 | Oliver Noack           | Norman Tuppatsch    | 16     | 1      | –              | –              | –              | 9              | –              | –              | –              | –              |
| 30   | VMC Liestal       | Andry Accola           | Sämi Niklaus        | 16     | 1      | –              | –              | –              | –              | –              | 9              | –              | –              |
| 31   | Team Johore Bahru | Mohd Zikri Bin Dahalan | Abas Abu Bin Nordin | 14     | 1      | –              | –              | 10             | –              | –              | –              | –              | –              |
| 32   | KSE Baj           | Tamas Szitas           | Vilmos Toma         | 14     | 1      | –              | –              | –              | –              | 10             | –              | –              | –              |
| 33   | RC St. Gallen     | Matthias Klarer        | Martin Kümin        | 14     | 1      | –              | –              | –              | –              | –              | –              | 10             | –              |
| 34   | SNA Gent 2        | Ryan de Baene          | Peter Martens       | 14     | 1      | –              | –              | –              | –              | –              | –              | –              | 10             |

## Weltcup-Finale
Die 10 Teams wurden in 2 Gruppen unterteilt. Innerhalb dieser Gruppe spielte dann Jeder gegen Jeden einmal. Die Gewinner der beiden Gruppen spielten danach gegen den Zweitplatzierten der anderen Gruppe. Die anderen Teams spielten gegen das Team aus der anderen Gruppe auf demselben Rang. Die beiden Verlierer aus den Halbfinalen spielten dann um Rang drei, die beiden Sieger um den Weltcup-Sieg.

### Vorrunde
| Gruppe 1 | Gruppe 1     | Gruppe 1 | Gruppe 1 |
| Rang     | Team         | Tore     | Punkte   |
| -------- | ------------ | -------- | -------- |
| 1        | SV Eberstadt | 15 : 07  | 10       |
| 2        | SV Ehrenberg | 26 : 12  | 9        |
| 3        | RC Höchst 1  | 20 : 12  | 7        |
| 4        | RS Altdorf   | 21 : 23  | 3        |
| 5        | Team Kuramae | 04 : 32  | 0        |

| Gruppe 2 | Gruppe 2         | Gruppe 2 | Gruppe 2 |
| Rang     | Team             | Tore     | Punkte   |
| -------- | ---------------- | -------- | -------- |
| 1        | RC Höchst 2      | 19 : 08  | 12       |
| 2        | RV Gärtringen    | 13 : 11  | 7 (a)    |
| 3        | RV Winterthur    | 20 : 17  | 7 (a)    |
| 4        | SNA Gent 1       | 16 : 18  | 3        |
| 5        | VfH Mücheln (WC) | 09 : 23  | 0        |

### Finalrunde
| 1. Halbfinale           |   |               |                     |
| SV Eberstadt            | – | RV Gärtringen | 3 : 3 (6 : 5 n. P.) |
| 2. Halbfinale           |   |               |                     |
| RC Höchst 2             | – | SV Ehrenberg  | 8 : 2               |
| Spiel um Platz 9 und 10 |   |               |                     |
| Team Kuramae            | – | VfH Mücheln   | 3 : 8               |
| Spiel um Platz 7 und 8  |   |               |                     |
| RS Altdorf              | – | SNA Gent 1    | 6 : 2               |
| Spiel um Platz 5 und 6  |   |               |                     |
| RC Höchst 1             | – | RV Winterthur | 3 : 3 (5 : 6 n. P.) |
| Spiel um Platz 3 und 4  |   |               |                     |
| RV Gärtringen           | – | SV Ehrenberg  | 4 : 4 (6 : 5 n. V.) |
| FINALE                  |   |               |                     |
| SV Eberstadt            | – | RC Höchst 2   | 4 : 1               |

### Endstand
| Rang | Team          | Spieler            | Spieler           |
| ---- | ------------- | ------------------ | ----------------- |
| 01   | SV Eberstadt  | Jens Krichbaum     | Holger Krichbaum  |
| 02   | RC Höchst 2   | Patrick Schnetzer  | Dietmar Schneider |
| 03   | RV Gärtringen | Uwe Berner         | Matthias König    |
| 04   | SV Ehrenberg  | Mike Pfaffenberger | Rico Rademann     |
| 05   | RV Winterthur | Marcel Waldispühl  | Peter Jiricek     |
| 06   | RC Höchst 1   | Simon König        | Florian Fischer   |
| 07   | RS Altdorf    | Roman Schneider    | Dominik Planzer   |
| 08   | SNA Gent 1    | Christoph Baudu    | Rik Deuvaert      |
| 09   | VfH Mücheln   | Herbert Pischl     | Mike Rödger       |
| 10   | Team Kuramae  | Munehiro Tokikura  | Yosuke Fujita     |